# FetLife
FetLife ist das weltweit größte Soziale Netzwerk für die BDSM- und Fetisch-Community und versteht sich als das  „Facebook für die Kink-Community“. Die Seite ist nur Mitgliedern zugänglich und kann aus Datenschutzgründen nicht von Suchmaschinen indiziert werden. Die Mitgliedschaft ist kostenlos und kann pseudonym erfolgen.

## Geschichte
FetLife wurde im Januar 2008 von John Baku aus Montreal, Quebec gegründet. Die Website wurde bewusst wie eine Online-Community und nicht wie eine Dating-Website gestaltet. So gibt es beispielsweise keine Suchfunktion, um nach Benutzern mit bestimmten Vorlieben zu suchen. Der soziale Aspekt in der Community überwiegt, der sexuelle Aspekt wird aber explizit eingeschlossen.
Am 7. Juli 2016 entfernte FetLife vorübergehend die Möglichkeit, neue Benutzerkonten zu registrieren. Als Grund wurde vermutet, dass FetLife damit auf vielfältige Anschuldigungen reagierte, zu wenig gegen Nutzer zu unternehmen, die der Vergewaltigung oder des sexuellen Missbrauchs beschuldigt wurden. Laut Baku wolle man den Fokus auf die derzeitigen Mitglieder legen anstatt auf die Gewinnung neuer Mitglieder. Weiterhin sei das Support-Team mit der Zahl von Anfragen und Beschwerden überfordert gewesen. Zwischenzeitlich wurde die Registrierung wieder eröffnet, erforderte aber eine Einladung eines zahlenden Mitglieds. Inzwischen ist die Anmeldung wieder unbeschränkt möglich, erfordert aber die Bestätigung mit einer Handynummer.
Anfang 2017 löschte FetLife große Mengen von Inhalten, darunter alles in Verbindung mit Alkohol- oder Drogengebrauch, Rassen-Spiele, Hassrede, Obszönitäten (zum Beispiel Inzest), Spielarten, die dauerhafte Verletzungen hinterlassen, und vor allem simulierte Vergewaltigung oder Entführung. Hintergrund waren Beschwerden von Kreditkartenunternehmen bei FetLifes Bank. Trotz dieser Maßnahmen kann FetLife keine Kreditkartenzahlungen mehr verarbeiten.
Am 14. März 2017 wurde FetLife von der Bundesprüfstelle für jugendgefährdende Medien in die Liste C jugendgefährdender Medien aufgenommen.

## Funktionen
Benutzer können ein persönliches Profil anlegen und dort Geschlecht, Alter, Rolle, sexuelle Orientierung angeben sowie die Fetische auflisten, an denen sie interessiert sind. Benutzer können Bilder und Videos hochladen, Blogbeiträge schreiben sowie private Nachrichten mit anderen Mitgliedern austauschen.
Die Benutzer können Gruppen erstellen, in welchen verschiedene Themen diskutiert werden. Es können auch Veranstaltungen angelegt werden, beispielsweise Conventions, Workshops, Partys und Stammtische.

## Demografie der europäischen Benutzer
Unter den europäischen Benutzern ist die Geschlechterverteilung relativ ausgeglichen: Unter den Mitgliedern mit mindestens fünf Freunden identifizieren sich 54 % als cis-männlich, 40,5 % als cis-weiblich, die restlichen 5,5 % verteilen sich auf andere Geschlechter. Etwa 45 % der Benutzer sind heterosexuell, nur 5 % beschreiben sich als ausschließlich schwul oder lesbisch.
Im Gegensatz zu traditionellen sozialen Netzwerken wie Twitter oder Facebook oder auf Content fokussierte Seiten wie Flickr oder YouTube sind lokale Verbindungen zwischen den Mitgliedern viel wichtiger. Dies drückt sich auch in der Vielzahl von Veranstaltungen, Treffen und Workshops aus.